# S820-as személyvonat
Az S820-as személyvonat Szolnok vasútállomás és Hatvan vasútállomás között közlekedik. Vonatszámuk négyjegyű, 57-tel kezdődik.

## Története
2013-ban elkezdték bevezetni a viszonylatjelzéseket a budapesti elővárosi vasútvonalakon, majd kis részben az országos vasúti közlekedésben is. Az augusztusi próbaüzemet követően december 15-től először a Déli pályaudvarra érkező összes vonat kapott S-, G- vagy Z- előtagot (Személy, Gyors, Zónázó) és két számból álló utótagot, majd 2014-ben az összes többi budapesti elővárosi vonat, illetve néhány egyéb járat, köztük ez is. A Budapestet érintő vonatok két, míg a fővárost nem érintő vonatok három számjegyű számokat kaptak. Ezen logika mentén a vasútvonal számozása alapján a 82-es számú vasútvonalon közlekedő, addig elnevezés nélküli, Szolnok és Hatvan közt közlekedő személyvonat. 2014. december 14-én S820-es jelzést kapott. A vonat ütemesen óránként közlekedik Szolnok és Hatvan között.

## Útvonala
A vonat jelenleg ütemes menetrend szerint, óránként jár Szolnoktól Hatvanig.
| A csillaggal jelölt állomásokon és megállóhelyeken a vonatok egy része megállás nélkül áthalad. |                          |          | |
| Perc (↓)                                                                                        | Állomás                  | Perc (↑) | Átszállási kapcsolatok |
| 0                                                                                               | Hatvan végállomás        | 73       | S80 , személyvonat, expresszvonat, InterRégió 348, 406, 407, 409, 410, 412, 414, 3448, 3600, 3601, 3604, 3605, 3610, 3612, 3622, 3623, 3624, 3628, 3640, 3643, 3645, 3675, 3678, 4681, 4686 1037, 1039, 1040, 1049, 1052, 1063, 1427                                                                            |
| 12                                                                                              | Jászfényszaru            | 65       | 4681, 4685, 4686 1467 |
| 18                                                                                              | Pusztamonostor           | 59       | 4650 |
| 28                                                                                              | Jászberény               | 47       | expresszvonat 498, 499, 503 1070, 1075, 1348, 1362 |
| 35                                                                                              | Meggyespele*             | 39       | |
| 38                                                                                              | Portelek*                | 35       | 523 |
| 48                                                                                              | Jászboldogháza-Jánoshida | 28       | 4663 |
| 60                                                                                              | Újszász                  | 16       | S60 , G60 , Z60 , személyvonat, expresszvonat 531, 4601, 4603, 4660 1, 1A, 2A, 3 |
| 65                                                                                              | Zagyvarékas*             | 10       | S60 , G60 , Z60 , személyvonat 4600, 4601, 4603 |
| 76                                                                                              | Szolnok végállomás       | 0        | S50 , G50 , Z50 , S60 , G60 , Z60 , S220 , személyvonat, IC, EC, sebesvonat, gyorsvonat, expresszvonat 2Y, 6, 6Y, 7, 8, 8Y, 13, 13Y, 14, 15, 15Y, 16, 17, 24, 24A, 27, 33, 38 532, 533, 534, 537, 538, 553, 4600, 4601, 4603, 4605, 4606, 4610, 4611, 4612, 4613, 4620, 4621, 4622, 4630, 4632, 5206 1464, 1532 |